# نسل جنگ (مجموعه تلویزیونی)
نسل جنگ (با عنوان آلمانی: Unsere Mütter, unsere Väter، یا "مادران ما، پدران ما") یک مینی سریال تلویزیونی آلمانی است که در جنگ جهانی دوم اتفاق می‌افتد و دارای سه قسمت می‌باشد. این مجموعه که در شبکه زد دی اف پخش شد توسط تیم تولیدی یو اف ای ساخته شده‌است. این سریال اولین بار در مارس ۲۰۱۳ در آلمان و اتریش به روی آنتن رفت و داستان پنج دوست آلمانی ۲۰ ساله را روایت می‌کند که در دوران آلمان نازی و جنگ جهانی دوم زندگی می‌کنند و به عنوان سربازان ورماخت در جبهه شرقی وارد نبرد می‌شوند، در بین آن‌ها یک پرستار جنگی، یک خواننده بااستعداد و یک خیاط یهودی حضور دارند. این روایت چهار سال به طول می‌انجامد، یعنی از سال ۱۹۴۱ در برلین آغاز می‌شود و پایان داستان اندکی پس اتمام جنگ در سال ۱۹۴۵ است.

شخصیت فریدلم وینتر، با بازی تام شیلینگ

وقتی این سریال برای اولین بار در آلمان پخش شد، هر قسمت حدود ۷ میلیون بیننده داشت. نسل جنگ جنجال‌های زیادی ایجاد کرده‌است. اکونومیست اظهار داشت که این درام تلویزیونی آلمانی تاکنون باعث ایجاد بحث‌های عمومی زیادی شده‌است. این فیلم از نظر نوع روایت تاریخی مورد انتقاد قرار گرفته‌است. منتقدان تأیید کرده‌اند که این فیلم در به تصویر کشیدن جنگ در جبهه شرقی به خوبی عمل کرده‌است. با این حال، بخش‌هایی مانند جنبش مقاومت ضد نازی لهستان، یهودستیزی و هولوکاست کوچک نشان داده شده‌است.

## طرح
این مینی سریال دارلی سه قسمت ۹۰ دقیقه ای است: بخش اول زمانی دیگر (Eine andere Zeit)، بخش دوم جنگی دیگر (Ein anderer Krieg)، و بخش سوم کشوری دیگر (Ein anderes Land).